# Смольница (Эстония)
Смо́льница (эст. Smolnitsa) — деревня в волости Алутагузе уезда Ида-Вирумаа, Эстония.
До административной реформы местных самоуправлений Эстонии 2017 года входила в состав волости Алайыэ.

## География и описание
Расположена на берегу Чудского озера, на юго-востоке Ида-Вирумаа, в 9 км к востоку от деревни Алайыэ. Высота над уровнем моря — 45 метров.
Климат умеренный. Официальный язык — эстонский. Почтовый индекс — 41005.

## Население
По данным переписи населения 2011 года в деревне насчитывалось 3 жителя, эстонцев в их числе не было.
По данным переписи населения 2000 года в деревне проживали 11 человек. Фактически в зимний период в деревне постоянно проживают 1—2 человека (2013 г.). По состоянию на 1 января 2019 года в деревне было 10 жителей.

## История
Впервые деревня обозначена на карте Меллина в конце 18-го столетия.
В 1798 году в деревне Смольно мызы Паггар (Пагари, нем. Paggar, эст. Pagari mõis) имелся один дом, в котором проживало 5 ревизских душ. В 1803 году деревня Смольница была причислена к православному приходу Сыренецкой Ильинской церкви.
Согласно народным сказаниям, изначально население Смольницы образовали два крестьянина из Пагари (деревня приблизительно в 45 км) — Куре Март (Kure Mart) и Мартини Март (Martini Mart), от которых в дальнейшем произошли два родственных семейства: Куровы и Маттины.
На военно-топографических картах Российской империи (1846–1863 годы), в состав которой входила Эстляндская губерния, деревня обозначена как Смольница.
К востоку от Смольницы вдоль побережья Чудского озера для защиты дюн образована природоохранная зона, простирающаяся почти до самой Васкнарвы — приграничной деревни, расположенной на реке Нарова. Смольница расположена на относительном удалении от других населенных пунктов и дачных застроек: на восток от деревни ближайшие строения располагаются на расстоянии 8 км, на запад — на расстоянии 1,5 км. Жители деревни очень бережно относятся к песчаным дюнам, обрамляющим деревню со стороны озера: высаживают ивовые кусты и  сосны, таким образом защищая красивый берег от большой воды. Нахождение на дюнах считается недопустимым.